# Marie-Louise-Gabrielle de Savoie
Pour les articles homonymes, voir Marie-Louise et Marie-Louise de Savoie.
Titres
Reine consort d'Espagne
2 novembre 1701 – 14 février 1714
(12 ans, 3 mois et 12 jours)
Reine de Naples et de Sardaigne
2 novembre 1701 – 11 avril 1713
(11 ans, 5 mois et 9 jours)
Reine de Sicile
2 novembre 1701 – 11 avril 1713
(11 ans, 5 mois et 9 jours)
Duchesse de Milan, de Brabant et de Limbourg et
 comtesse de Flandre
2 novembre 1701 – 1706
Duchesse de Luxembourg
2 novembre 1701 – 1712
Marie-Louise-Gabrielle de Savoie (Turin, 17 septembre 1688 - Madrid, 14 février 1714) fut reine d'Espagne, de Sicile, de Sardaigne et de Naples, duchesse de Milan, de Brabant, de Luxembourg et de Limbourg, ainsi que comtesse de Flandre et de Hainaut par son mariage avec le roi Philippe V. Surnommée par ses sujets « La Savoyana », elle fut très aimée en Espagne.

## Biographie

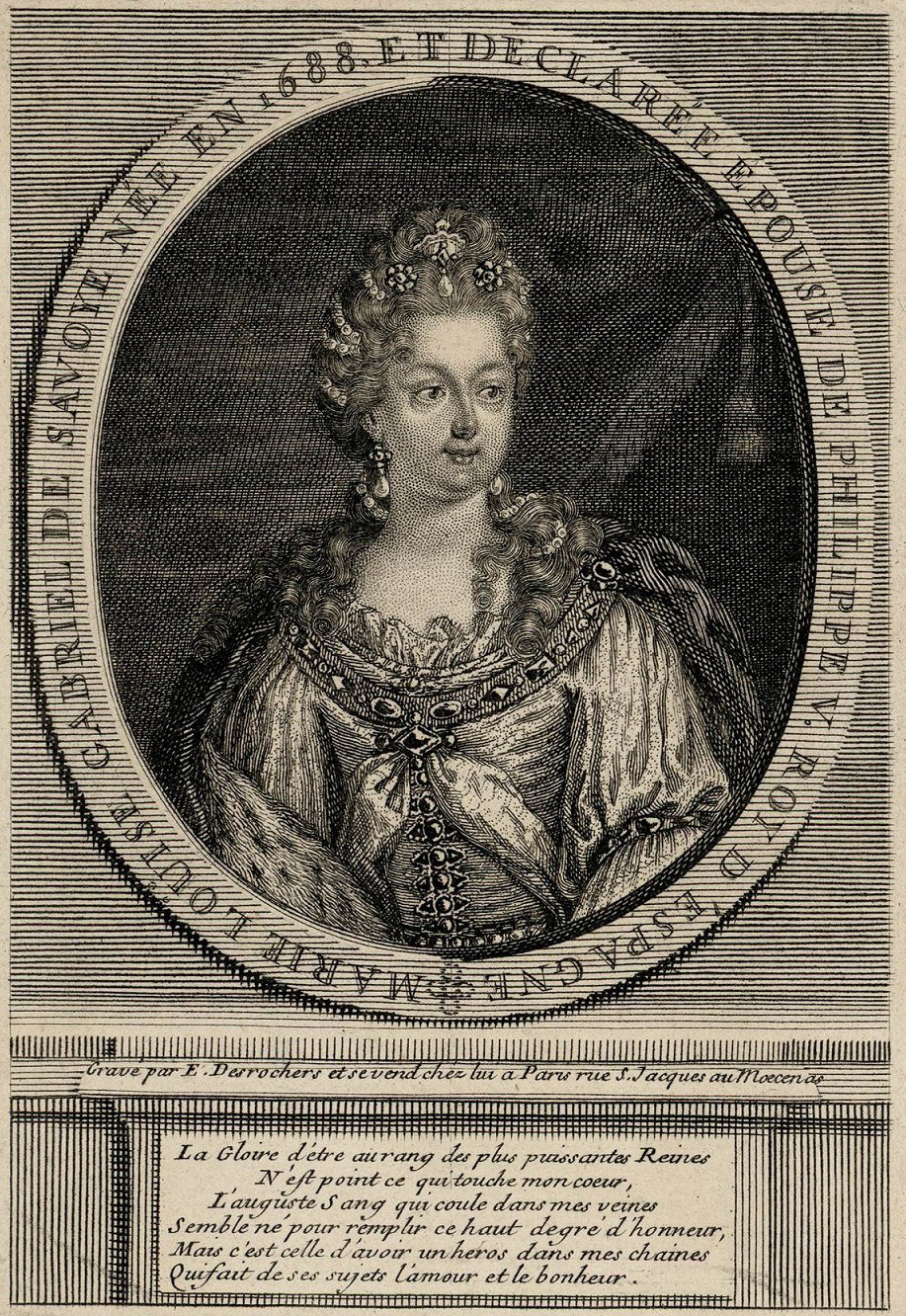
Étienne Jehandier Desrochers, Portrait de Marie-Louise-Gabrielle de Savoie, gravure

### Jeunesse et famille
Seconde fille du duc de Savoie Victor-Amédée II et d'Anne-Marie d'Orléans, Marie-Louise-Gabrielle est la petite-nièce de Louis XIV. Sa sœur ayant épousé le duc de Bourgogne, petit-fils de Louis XIV, elle-même fut mariée en 1701 au nouveau roi d'Espagne Philippe V, autre petit-fils de Louis XIV. Les deux sœurs avaient épousé les deux frères comme elles se l'étaient promis dans leurs enfances, ce qui dans l'esprit des politiques de l'époque devait lier non seulement les deux familles mais aussi les deux États et leur faire mener conjointement une politique anti-impériale. En fait — et plus simplement — il s'agissait, pour le vieux roi de France, d'empêcher le très opportuniste et versatile duc de Savoie de prendre parti pour le prétendant autrichien dans la guerre de Succession d'Espagne qui s'annonçait. Il n'en fut rien, le duc suivit ses intérêts malgré les larmes de ses filles.

### Influence surPhilippeV
En 1702 devait éclater la longue et ruineuse guerre de Succession d'Espagne, opposant Philippe V à l'archiduc Charles. 
Marie-Louise exerçait une grande influence sur son époux qui, pendant qu'il menait ses troupes en Italie reconquérir le royaume de Naples, lui confia la régence de l'Espagne déchirée alors qu'elle n'avait que 14 ans. Elle-même subissait l'ascendant de la princesse des Ursins (ou Orsini) princesse italienne d'origine française et amie de la marquise de Maintenon.
La jeune reine soutint avec fougue son mari, n'hésitant pas à payer de sa personne, parcourant l'Espagne, recrutant des partisans tout en menant à terme quatre grossesses en 6 ans.

### Descendance
Le jeune couple eut quatre fils dont deux régnèrent sur l'Espagne :
- Louis (Madrid, 25 août 1707 – Madrid, 31 août 1724).
- Philippe (2 – 8 juillet 1709).
- Philippe-Pierre (7 juin 1712 – 29 décembre 1719).
- Ferdinand (Madrid, 23 septembre 1713 – Madrid, 10 août 1759).

### Décès
Elle meurt de la tuberculose en 1714, dans sa vingt-sixième année. Elle est inhumée dans le panthéon royal du palais-monastère de l'Escurial.